# Johann Philipp Conrad Falcke
Johann Philipp Conrad Falcke (* 12. Mai oder 17. Mai 1724 in Elze; † 26. Mai 1805 in Hannover) war ein deutscher Jurist.

## Leben

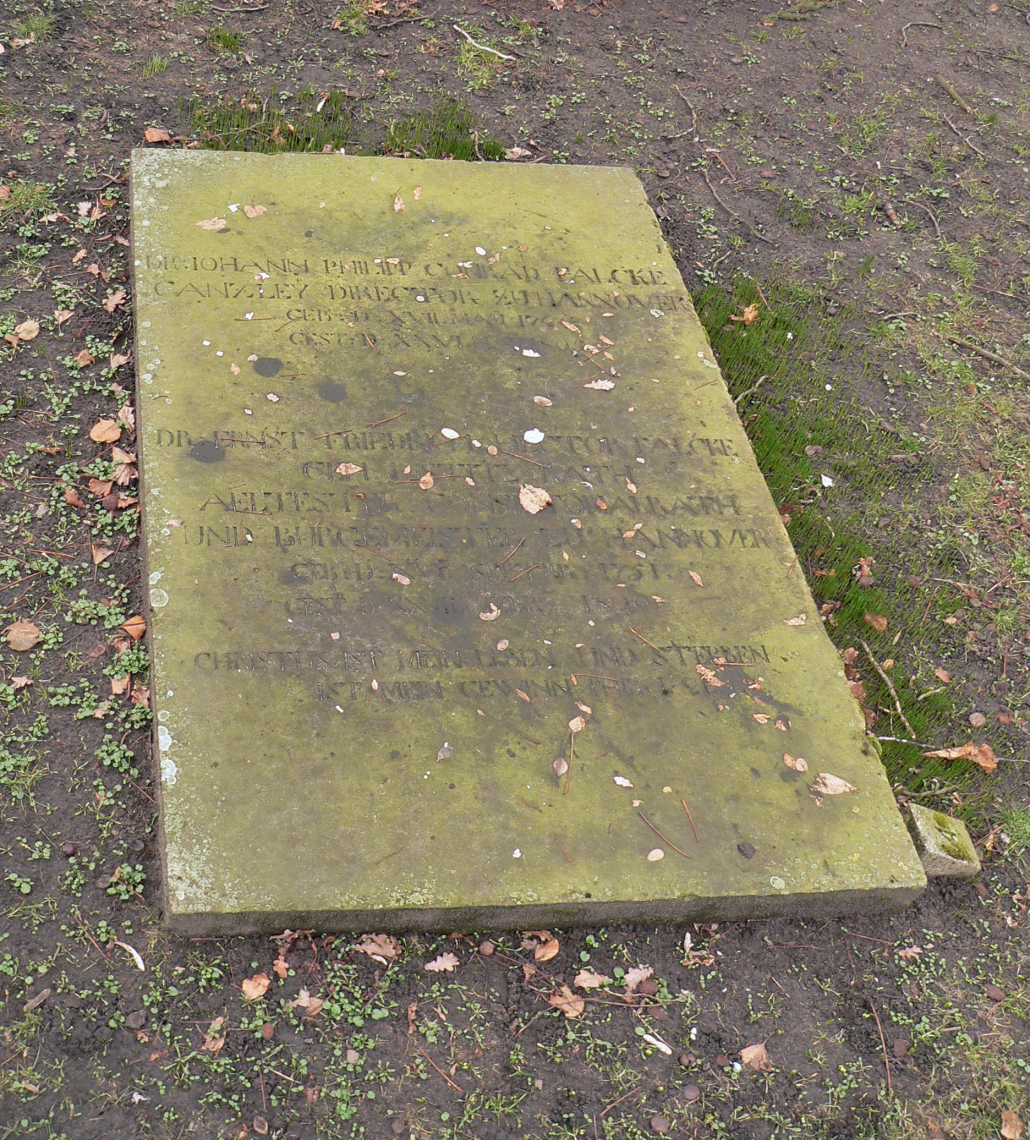
Grabmal auf dem Gartenfriedhof mit seinem Sohn Ernst Friedrich Hector Falcke

Falcke trat in den Justizdienst des Fürstentums Hessen-Darmstadt ein. Ab 1753 war er Hofrat und Justizrat in Celle. 1763 wurde er Hof- und Kanzleirat in Hannover und Rechtskonsulent „advocatus patriae“ der Landesregierung, namentlich in Prozessen über Gerechtsame der Fürsten. Von 1767 bis 1776 war er in Wetzlar beim Reichskammergericht tätig. Ab 1787 war er Justizkanzleidirektor in Hannover.
Er verfasste mehrere juristische Schriften.
Er war ein Freund von Johann Stephan Pütter, mit dem er täglich in Wetzlar verkehrte, und mit dem er im Sommer und Herbst 1747 gemeinsam mit Julius Melchior Strube (1723–1777), dem Sohn des Vizekanzlers David Georg Strube (1694–1776), Regensburg und Wien besuchte.

## Ehen und Kind
- ⚭ 1.) Darmstadt 3. Dezember 1750 Johanna Marie Magdalene Elisabeth Dietz (* 17. Dezember 1733 in Darmstadt; † 9. Januar 1769 in Darmstadt, Tochter des Johann Hector Dietz, Dr. theol., Oberhofprediger, Superintendent und Konsistorialrat zu Darmstadt ⚭ Maria Magd. Schmelzer)
  - 1751 wurde sein Sohn Ernst Friedrich Hector Falcke geboren.
- ⚭ 2.) 1771 Dorothea Charlotte Strube